# Grbovi dalmatinskog komunalnog plemstva – P
Za grbove dalmatinskog komunalnog plemstva ne vrijede zakoni heraldike zbog posebnih uvjeta nastanka i vlasnika istih. Grbovi dalmatinskog komunalnog plemstva pripadaju krugu talijanskog komunalnog plemstva gdje je tradicija opisivanja s gledišta promatrača.
Grbovi s početnim slovom  P

## Grbovi
| Grb | Kuća i opis grba |
| --- | --- |
|     | Paitoni (Trogir) Titula: Trogirsko plemstvo, austrijska potvrda plemstva - (HR) Na plavom polju tri polumjeseca, okomito poredana prvi desno, drugi lijevo i treći desno. [1/11, 2/16] - (HR) Na plavom polju tri polumjeseca, 2, 1. [5/6] |
|     | Paladini (Trogir, Hvar) Titula: - (HR) Tri para lijevo kosih greda plavo zlatnih, na prvoj plavoj gredi dvije šestero krake zlatne zvijezde, na drugoj plavoj gredi tri šestero krake zlatne zvijezde, na trećoj plavoj gredi dvije šestero krake zlatne zvijezde (Trogir). [1/65] - (HR) Vodoravna podjela. Gore na plavom polju srebreni ljiljan, dolje na srebrenom polju srebreno krilo okrenuto na desno (Hvar). [3] |
|     | Paladinić (Pag) Titula: Paško plemstvo (HR) Okomita podjela. Lijevo na srebrenom polju crveni cvijet na zelenoj drški s dva zelena lista, desno crveno polje dijeli vodoravna zelena greda. [1/43, 4/16] |
|     | Palčić (Pag) Titula: Paško plemstvo - (HR) Na crvenom polju srebrena prelomljena greda, iz vrha grede izlazi srebreni ljiljan. [1/43] - (HR) Na crvenom polju dva srebrena prsta koji izlaze sa strana, srebreni ljiljan stoji vrhovima prstiju. [4/43] |
|     | Papalić (Split) Titula: Splitsko plemstvo (HR) Na plavom polju par srebrenih krila, iznad krila šestero kraka zlatna zvijezda. [1/14, 2/17] |
|     | Parma, Parma Lavezzola (Zadar) Titula: Zadarsko plemstvo, austrijska potvrda plemstva - (HR) Vodoravna podjela. Gore na crvenom polju gornja polovina srebrenog jednoroga, dolje plavo polje - [1/11] - (HR) Na plavom polju crvena kula stoji na zelenom trobrijegu, s lijeve i desne strane kulu drže dva zlatna lava. - [1/11] - (HR) Grb podjeljen vodoravnom zelenom gredom, duž grede tri desno kose zlatne grede. Iznad grede na crvenom polju srebrena glava jednoroga. Ispod grede okomita podjela: lijevo na plavom polju srebrena kula stoji na zelenom trobrijegu, s lijeve i desne strane kulu drže dva zlatna lava, desno vodoravna podjela. Gore na zlatnom polju crni orao, dolje plavo polje s podjelom srebrenim andrijinim križem, u svakoj četvrtini po jedna šestero kraka zlatna zvijezda. - [1/11, 5/5]                                                                                  |
|     | Pasquali, Pasqualigo (Kotor) Titula: Kotorsko, grada Raguza (It.)plemstvo, austrijska potvrda plemstva - (HR) Vodoravna podjela s dvije zlatne trake. Iznad traka na srebrenom polju zlatna kruna, između traka na srebrenom polju srebrena patka, ispod traka tri para lijevo kosih greda srebreno-zelene. [1/14,5/5, 6/446] - (HR) Vodoravna podjela. Gore na plavom polju srebrena patka, dolje tri para lijevo kose greda zlatno- plave. [1/12] - (HR) Vodoravna podjela. Gore na plavom polju srebrena patka, iznad patke srebrena kruna, dolje na plavom polju tri lijevo kose zlatne grede. [1/12] |
|     | Pavlović, Jablanović, Pavlović Lučić, Pavlović Fontana, Krstić, Lučić (Makarska, Split) Titula: Makarsko plemstvo - (HR) Na crvenom polju zlatna tvrđava s tri kule, s lijeve i desne strane, te ispod kule tri zlatna ljiljana. [1/12, 7/21] - (HR) Na crvenom polju zlatna tvrđava s tri kule, s lijeve i desne strane, te ispod kule tri srebrena ljiljana. [8/24] - (HR) Na plavom polju zlatna tvrđava s tri kule, s lijeve i desne strane, te ispod kule tri zlatna ljiljana. [1/65, 2/18] - (HR) Grb podjeljen vodoravnom crnom gredom, duž grede zlatni natpis " SV: TRIFONE MARTIRE". Iznad grede na srebrenom polju lik sv. Trifuna u plavoj odjeći, svetac drži srebrenu maketu grada Kotora i zelenu palminu granu, ispod grede na plavom polju zlatna tvrđava s tri kule, s lijeve i desne strane, te ispod kule tri zlatna ljiljana (grb Pavlovića). Grb biskupa Kotora Stjepana Pavlovića. [5/5] |
|     | Pellegrini (Zadar, Šibenik) Titula: Splitsko, hvarsko, trogirsko, zadarsko, šibensko plemstvo, austrijska potvrda plemstva (HR) Plavo polje dijeli zlatna prelomljena greda. Iznad grede srebrena golubica u kljunu nosi zelenu grančicu (maslina), ispod grede srebreno krilo. [1/12, 5/5] |
|     | Petricoli (Zadar) Titula: Zadarsko, ninsko plemstvo, austrijska potvrda plemstva (HR) Na plavom polju osmero kraka zlatna zvijezda, iznad zvijezde tri zlatna ljiljana 2, 1. [1/12, 5/5] |
|     | Ponte (Zadar) Titula: Zadarsko, ninsko plemstvo, austrijska potvrda plemstva - (HR) Okomita podjela. Lijevo na crvenom polju polovina crnog orla okrunjenog zlatnom krunom. Desno plavo polje s vodoravnom podjelom zlatnom gredom, preko svega zeleno stablo s ukrštenim granama (hrast) i korijenom. [1/12] - (HR) Okomita podjela. Lijevo na crvenom polju polovina crnog orla okrunjenog zlatnom krunom. Desno plavo polje s vodoravnom podjelom zlatnom gredom, preko svega zeleno stablo s korijenom. [5/5, 6] |